# Urbà VII
Urbà VII (Roma, 4 d'agost del 1521 - † Roma, 27 de setembre del 1590 és el nom que Giovanni Battista Castagna va triat quan va ser elegit papa de l'Església Catòlica Romana).

## Origen i formació
Giovanni Battista Castagna era d'origen genovès, fill d'un noble genovès anomenat Cosimo i de la romana Constanza Ricci. Va estudiar dret civil i canònic i es va doctorar a la Universitat de Bolonya.

## Carrera eclesiàstica
El 1553 va ser nomenat arquebisbe de Rossano i el 1555 governador de Fano durant el pontificat de Juli III, i amb Pau IV va ésser governador de Perusa i Úmbria.
Entre 1562 i 1563 va participar en el Concili de Trent. El 1565 és enviat a la nunciatura d'Espanya per set anys. Hi va ajudar el cardenal llegat Boncompagni a desenredar l'espinós nus de la «causa toletana» és a dir, l'estira i arronsa entre les inquisicions espanyola i romana pel que fa a la jurisdicció de l'arquebisbe de Toledo Bartolomé de Carranza (1503-1576), acusat d'heretgia. Després de set anys a Espanya va retornar a Itàlia, el 1577, esdevé governador de Bolonya.
El 1583 retorna a Roma on és nomenat cardenal prevere de Sant Marcel, ja amb Sixt V esdevé inquisidor general del Sant Ofici.
A la mort de Sixt V, el primer candidat Marcantonio Colonnva fracassar. Castagna va ser la segona opció. Cardinal Michele Bonelli (1541-1598) s'hi va oposar, entre d'altres per que de jove hauria assassina algú a Bolonya i també tindria una filla natural. No va poder confirmar les dues acusacions i Castagna va ser elegit el 15 de setembre de 1590. Va ser un dels primers papes que no era proposat per les poderoses famílies romanes, però va ser triat per la seva carrera a la cúria i el coneixement de dret canònic.
El seu pontificat només va durar dotze dies, va morir el 27 de setembre del mateix any per malària.El seu mandat és considerat com el més curt de la història des que el 1961, l'Església va excloure de la llista de papes legítims Esteve II que va morir el 752, tres dies després de ser elegit, sense ser instal·lat.

## Bigliografia
- Benzoni, Gino. «Urbano VII, papa». A: Dizionario Biografico degli Italiana (en italià). 55, 2001 [Consulta: 23 juliol 2023].